# Williams Cone
Williams Cone är ett berg i Kanada.   Det ligger i provinsen British Columbia, i den centrala delen av landet, 3 900 km väster om huvudstaden Ottawa. Toppen på Williams Cone är 2 080 meter över havet, eller 95 meter över den omgivande terrängen. Bredden vid basen är 0,74 km. Williams Cone ingår i Spectrum Range.
Terrängen runt Williams Cone är kuperad åt nordväst, men åt sydost är den bergig. Trakten runt Williams Cone är nära nog obefolkad, med mindre än två invånare per kvadratkilometer.. Det finns inga samhällen i närheten.
Trakten runt Williams Cone består i huvudsak av gräsmarker.